# هتروتوپیا

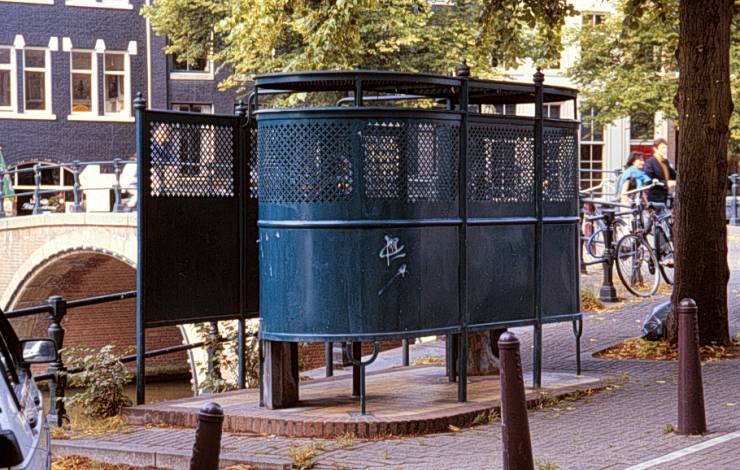
یک توالت عمومی در آمستردام، نمونه‌ای از هتروتوپیای مناسک یا پاکسازی

هتروتوپیا (دگر مکان) مفهومی است که توسط فیلسوف میشل فوکو برای توصیف برخی فضاهای نهادی و گفتمانی که به نوعی «دیگری» محسوب می‌شوند استفاده می‌شد: فضاهای مشوش کننده، پرتاثیر، نامنطبق، متناقض یا تغییردهنده. هتروتوپیاها جهان‌هایی درون جهان‌های دیگر هستند که چیزهای بیرونی را بازتاب می‌دهند و آشفته می‌کنند. فوکو از کشتی‌ها، قبرستان‌ها، می‌خانه‌ها، فاحشه‌خانه‌ها، زندان‌ها، باغ‌های باستانی، هفته‌بازارها، حمام‌های عمومی و... به عنوان نمونه‌های هتروتوپیا یاد می‌کند. مفهوم هتروتوپیا در سه موقعیت بین سال‌های ۱۹۶۶-۶۷ توسط فوکو تبیین شده است. یک سخنرانی توسط فوکو در جمعی از معماران در سال ۱۹۶۷ معروف‌ترین توضیح برای این اصطلاح است. نخستین اشاره‌ی فوکو به این مفهوم در مقدمه‌اش برای «نظم چیزها»ست که برای توضیح هتروتوپیا به جای فضاهای اجتماعی-فرهنگی به متن‌ها اشاره می‌کند.

## واژه‌شناسی
هتروتوپیا از ترکیبی مشابه واژه‌هایی چون اتوپیا و دیستوپیا پیروی می‌کند. پیشوند هترو از ἕτερος (هتروس) در یونانی باستان به معنی دیگری و متفاوت است و با تکواژ یونانی τόπος (مکان) ترکیب شده است و معنای «مکانی دیگر» می‌دهد. اتوپیا ایده یا تصویری است که واقعیت ندارد و تصوری از یک نسخه‌ی عالی جامعه به دست می‌دهد. نمونه‌ی آن را می‌توان در کتاب توماس مور یا نقاشی‌های لو کوربوزیه دید. والتر راسل مید می‌نویسد: «اتوپیا جایی است که همه چیز خوب است؛ دیستوپیا جایی است که همه چیز بد است؛ هتروتوپیا جایی است که همه چیز متفاوت است. یعنی مجموعه‌ای که اعضای آن هیچ ارتباط واضحی با هم ندارند یا ربط‌شان به هم معدود است».

## هتروتوپیا از نظر فوکو
فوکو از اصطلاح «هتروتوپیا» (فرانسوی: hétérotopie) برای توصیف فضاهایی استفاده می‌کند که دارای لایه‌های مختلف معنا و رابطه با دیگر مکان‌ها هستند، هر چند در ابتدا چنین به نظر نرسند. به طور کلی هتروتوپیا بازنمایی مادی یا معادل‌سازی آرمان‌شهر یا فضای موازی‌ای (مثل زندان) است که با ترکیب بدن‌های نامطلوب ساختن یک فضای آرمان‌شهری واقعی را ممکن کرده است.
فوکو ارتباط بین اتوپیاها و هتروتوپیاها را با استفاده از تمثیل آینه توضیح می‌دهد. آینه یک اتوپیا است چرا که تصویر منعکس در آن «فضایی بی‌فضا»ست، یک مکان مجازی غیرواقعی که به فرد اجازه می‌دهد رویت‌پذیری خودش را مشاهده کند. با این وجود آینه یک هتروتوپیا نیز هست، از آن جهت که یک شیء واقعی است. هتروتوپیای آینه کاملا واقعی است و با فضای واقعی‌ای که در اطرافش وجود دارد مرتبط می‌شود و در عین حال کاملا غیرواقعی است چرا که یک تصویر مجازی ارائه می‌دهد.
فوکو انواع هتروتوپیا یا فضاهایی که دارای معنای دوگانه‌اند را به این ترتیب نام می‌برد:
- «هتروتوپیای بحرانی» فضایی مجزا مثل یک مدرسه‌ی شبانه‌روزی یا یک اتاق هتل است که فعالیت‌هایی مثل رسیدن به بزرگسالی یا ماه‌عسل دور از چشم دیگران در آن صورت می‌گیرد. فوکو می‌گوید هتروتوپیای بحرانی «مخصوص افرادی است که در نسبت با جامعه و محیط انسانی‌ای که در آن زندگی می‌کنند در نوعی شرایط بحرانی قرار دارند». او همچنین اشاره می‌کند که هتروتوپیاهای بحرانی دائما در حال ناپدید شدن از جامعه و جایگزین شدن با هتروتوپیای انحرافی هستند.
- «هتروتوپیاهای انحرافی» نهادهایی برای افرادی هستند که رفتارشان خارج از قاعده و نرم است (مانند بیمارستان‌ها، تیمارستان‌ها، زندان‌ها و خانه‌ی سالمندان)
- هتروتوپیاها می‌توانند یک مکان واقعی منفرد باشند که محل تقاطع فضاهای گوناگون با یکدیگر هستند. یک باغ اگر فضایی واقعی و ریزبومی از محیط‌های گوناگون با گیاهانی از سرتاسر جهان باشد یک هتروتوپیا است.
- «هتروتوپیاهای زمان» مثل موزه‌ها که اشیایی از تمام زمان‌ها و شیوه‌ها را در یک فضا جمع‌آوری می‌کنند. این هتروتوپیاها هم در زمان و هم خارج از زمان وجود دارند چون به گونه‌ای ساخته شده‌اند که از چنگ‌اندازی زمان در امان باشند.
- «هتروتوپیاهای مناسک یا پاکسازی» فضاهای منزوی و قابل دسترسی اما نه به شکل آزادانه برای عموم مردم هستند. ورود به چنین هتروتوپیاهایی یا اجباری است (مثل زندان) و یا نیازمند مناسک یا رفتار خاصی است، مثل یک سونا یا حمام عمومی.
- هتروتوپیا در نسبت با تمام فضاهای دیگر دارای نقشی است. دو نقش هتروتوپیا به این ترتیب‌اند: هتروتوپیای فریب که فضایی دروغین برای قرار دادن تمام فضاهای واقعی در معرض دید می‌سازد، و هتروتوپیای پوششی که یک فضای واقعی به وجود می‌آورد- فضایی که دیگری به شمار می‌رود.

توضیحات فوکو در مورد هتروتوپیاها در مقاله‌ای با عنوان Des espaces autres (در مورد دیگر فضاها) منتشر شده‌اند. این فیلسوف خواهان جامعه‌ای با هتروتوپیاهای بسیار است. از نظر او هتروتوپیاها هم فضاهایی برای اعتباربخشی به تفاوت‌ها هستند و هم ابزارهایی برای گریز از اقتدارگرایی و سرکوب. او برای توضیح این نکته از این استعاره استفاده می‌کند که اگر کشتی را یک هتروتوپیا در نظر بگیریم، جامعه‌ی بدون کشتی جامعه‌ای ذاتا سرکوبگر است. این استعاره به استالینیسم اشاره می‌کند.

## هتروتوپیا در آثار نویسندگان دیگر
جغرافی‌دانان انسانی مرتبط با مکتب پست‌مدرنیسم معمولا از این اصطلاح (و فرض‌های مولف آن) برای کمک به فهم ظهور تفاوت و هویت (فرهنگی، اجتماعی، سیاسی و اقتصادی) در جهان معاصر به عنوان مسئله‌ای مرکزی در شهرهای بزرگ‌تر چندفرهنگی استفاده می‌کنند. پنداره‌ی مکان (از نوعی که بیشتر به قومیت و جنسیت و کمتر به طبقه‌ی اجتماعی مرتبط است) به عنوان یک موجودیت دگرگونه توجه بسیاری را در بافتار مباحث نظری (و مباحث عملی سیاسی) پست‌مدرنیسم و پساساختارگرایی در جغرافیا و دیگر علوم اجتماعی فضایی به خود جلب کرده است. مفهوم هتروتوپیا همچنین در چهارچوب ارتباطش با فضایی که در آن آموختن رخ می‌دهد مورد بحث قرار گرفته است. مباحثات گسترده‌ای در میان برخی نظریه‌پردازان همچون دیوید هاروی با تمرکز بر موضوع تسلط طبقاتی به عنوان تعیین‌کننده‌ی اصلی دگرمختاری (هترونومی) اجتماعی وجود دارد.
ادوارد سوجا، جغرافی‌دان آمریکایی از این مفهوم برای تکمیل مباحث آنری لوفور در ارتباط با فضای شهری در کتابش با نام «فضای سوم» استفاده می‌کند.

## هتروتوپیا در ادبیات
مفهوم هتروتوپیا تاثیر قابل توجهی بر ادبیات، خصوصا ادبیات علمی-تخیلی، فانتزی و دیگر ژانرهای گمانه‌زن داشته است. بسیاری از خوانندگان، جهان‌های چاینا میول و دیگر نویسندگان ادبیات شگرف را از این جهت که جهان‌هایی اساسا متفاوت اما قابل مشاهده یا بی‌تفاوت به ساکنانش هستند نوعی هتروتوپیا می‌دانند. رمان دردسر در تریتان نوشته‌ی ساموئل آر. دلنی با عنوان فرعی «یک هتروتوپیای مبهم» منتشر شد و به رمان علمی‌تخیلی اورسولا کی. لوگویین با نام خلع‌شدگان ارجاع دارد که عنوان فرعی آن «یک اتوپیای مبهم» بود.